# Kiss Dénes
Kiss Dénes (Pacsa, 1936. január 1. – Budapest, 2013. június 21.) József Attila-díjas (1975) magyar író, költő, műfordító.

## Élete
Kiss Dénes 1936. január 1-én született Kiss Ferenc és Varga Rozália gyermekeként Pacsán.
1956–1957-ben Pécsre járt főiskolára. 1960–1962 között elvégezte az Újságíró Iskolát.
1956. október 24-én megjelent verse miatt 1957-ben kizárták az ország összes főiskolájáról és egyeteméről, majd először november 10-én, később 1957. március 10-én letartóztatták és 6 hónapra a Kistarcsai Központi Internálótáborba került. 1957 végétől Budapesten gyári munkásként dolgozott, majd könyvtárosként helyezkedett el. 1960–1962-ben az Esti Hírlap, majd üzemi lapok munkatársa, szabadfoglalkozású kb. 10 évig. 1974–1991 között a Népszava irodalmi mellékletének szerkesztője volt. 1985-ben a Berzsenyi Dániel Irodalmi és Művészeti Társaság főtitkára lett. 1990-ben a Magyar Néppárt országgyűlési képviselőjelöltje volt. 1991-ben a Magyar Fórum főszerkesztő-helyettese és a Magyarok című folyóirat főszerkesztője volt. 1991–1993 között az Új Magyarország olvasószerkesztője. 1993-ban a Vállalkozói Újság főszerkesztője lett, majd 1993–1994-ben a Heti Újság, illetve Heti Nemzeti Újság főszerkesztője. 1996-ban a Magyar Művészeti Akadémia tagjai közé választották. 1997-ben a Trianon Társaság társelnöke, 1998-ban a KDNP képviselőjelöltje. 1998-tól a Lyukasóra folyóirat szerkesztőbizottsági tagja. 2000-ben a Trianon Társaság elnöke lett. 2007-től a Magyar Írók Egyesületének elnöke.
2014-ben a Kárpát-medencei Vitézi Rend posztumusz vitézzé avatta.
Versek mellett írt novellákat, kritikákat, nyelvészeti tanulmányokat. Fordított orosz, német, észt, de főként finn költők műveiből. Eddig több, mint 60 kötete jelent meg.

## Magánélete
1961-ben házasságot kötött Krassói Mártával. Két gyermekük született; Dániel (1964) és Anikó (1970).

## Művei

### Versek
- Porba rajzolt szobafalak (1962)
- Arcom a föld (1965)
- Arctól arcig (1970)
- Kék kék kék (1973)
- Hetedhét (1975)
- Ékszeres ékeskedő (1977)
- Égi folyó (1978)
- Tűnt nyarak királya (válogatott, 1980)
- Országlás (1983)
- Fényből porból (1983)
- Vasban aranyban (1987)
- És reng a lélek (1990)
- A fenevad etetése (1992)
- Uttam-futtam (1994)
- Föltámadnék én is (1995)
- Talán Magyarország (válogatott, 1995)
- Halálaim árnyékában, fényében (1997)
- Bejöttek a bankok (1998)
- Lázvert március (2001)
- Szauruszok hajnalban (2005)
- Hódoltság (2008)
- Silányak ideje. Legfontosabb a felismerés; Felsőmagyarország, Miskolc, 2013

### Regények
- Mondd a falaknak! (1974)
- Hét gömb rendje (1975)
- K. Ferenc léglakatos (1979)
- Jégenválasztott király (1991)
- Merénylet Visegrádon (1993)

### Novellák
- Akkor én hova nézzek? (1986)
- Mátyás király (1987)
- Döntögetett keresztjeink. Eszmeképzők, tárcák, novellák; Püski, Bp., 2016

### Önéletrajzi írások
- A csönd születése (1985)

### Esszék
- Játék és törvény (1984)
- Így élt Mátyás király (1990)
- ŐSnyelv-nyelvŐS? Az ŐSEGY titka és hatalma, avagy a magyar nyelv tana (1993)
- Bábel előtt - Isten nyelve avagy képességünk a magyar nyelv (1999)
- Galántai láncok (2000)
- Bábel után (2004)
- EmberSZÁM (2008)
- Beszélgetések az aggyal - Aki fázik, fát keres (2008)

### Ifjúsági regények
- Kányadombi indiánok (1970)
- Az utolsó indián nyár (1972)
- Sólyomidő (1973)
- Eb vagy kutya (1982)
- Tatár kalandjai tíz országban (1988)

### Gyermekregények
- Ancsa-Pancsa varázslatai (1981)
- Tatár a Göncölszekéren (1985)

### Gyermekversek
- Tiki-taki, fateke (1974)
- Kó-fic-kó (1979)
- Lova csönd, lova köd (válogatott, 1984)

### Verses mesék
- Bábu bál (1971)
- Héterősek (1979)

### Mesék
- Mesélnek a fák (1977)

### Szerkesztette
- Hódoltságban (1992)
- Trianon-kalendárium (1997–2002)
- Magyar idő (2002–2005)

### Prózák
- Károly Róbert királyunk (1993)
- Aki fázik, fát keres (2002)
- Agy Magyarország (2005)
- Nagy Lajos, a lovagkirály (2005) (a Lyukasóra folyóirat közölte folytatásokban)
- Mátyás Király (2008)

Könyvek
- Emberszám (2008 Frig kiadó)
- Aki fázik fát keres

### Tanulmányok
- Gömbgondolkodás (2010)
- A titokzatos ősnyelv; Hun-idea, Bp., 2014 (Magyarságtudományi füzetek)

## Műfordítások
- Ellen Niit: Meskeország (1977)

## Díjai
- József Attila-díj (1975)
- SZOT-díj (1982)
- A Munka Érdemrend ezüst fokozata (1988)
- Magyar Lajos-díj (1988)
- Az MTI-PRESS tárcapályázatának III. díja (1994)
- A Magyar Írószövetség tárcapályázatának különdíja (1995)
- Kölcsey-díj (1995)
- Magyar Köztársaság Babérkoszorúja díj (1999)